# Белоуст градински охлюв
Cepaea hortensis е вид охлюв от семейство Helicidae. Видът не е застрашен от изчезване.

## Разпространение и местообитание
Разпространен е в Австрия, Андора, Белгия, Босна и Херцеговина, Великобритания (Северна Ирландия), Германия, Дания, Естония, Ирландия, Испания, Латвия, Литва, Лихтенщайн, Люксембург, Нидерландия, Норвегия, Полша, Русия (Калининград), Словакия, Украйна, Унгария, Финландия, Франция, Хърватия, Чехия, Швейцария и Швеция.
Обитава гористи местности, ливади и дюни в райони с умерен климат. Среща се на надморска височина от 88,8 до 543,2 m.

## Описание
Популацията на вида е стабилна.